# Papua-Nowa Gwinea na Letnich Igrzyskach Olimpijskich 2024
Papua-Nowa Gwinea na Letnich Igrzyskach Olimpijskich 2024 – występ kadry sportowców reprezentujących Papuę-Nową Gwineę na igrzyskach olimpijskich, które odbyły się w Paryżu we Francji, w dniach 26 lipca – 11 sierpnia 2024.
Reprezentacja Papui-Nowej Gwinei liczyła siedmioro zawodników – dwie kobiety i pięciu mężczyzn, którzy wystąpili w 5 dyscyplinach.
Był to dwunasty start Papui-Nowej Gwinei na letnich igrzyskach olimpijskich.

## Reprezentanci

### Boks
| Zawodnik | Konkurencja  | 1/16             | 1/8              | Ćwierćfinał      | Półfinał         | Finał            | Finał   | Źródło |
| Zawodnik | Konkurencja  | Przeciwnik Wynik | Przeciwnik Wynik | Przeciwnik Wynik | Przeciwnik Wynik | Przeciwnik Wynik | Miejsce | Źródło |
| -------- | ------------ | ---------------- | ---------------- | ---------------- | ---------------- | ---------------- | ------- | ------ |
| John Ume | -63,5 kg (m) | Álvarez P RSC    | NQ               | NQ               | NQ               | NQ               | NQ      | [ 1 ]  |

### Lekkoatletyka
| Zawodnik   | Konkurencja       | Runda 1 | Runda 1 | Runda 2 | Runda 2 | Półfinał | Półfinał | Finał | Finał   | Źródło |
| Zawodnik   | Konkurencja       | Wynik   | Miejsce | Wynik   | Miejsce | Wynik    | Miejsce  | Wynik | Miejsce | Źródło |
| ---------- | ----------------- | ------- | ------- | ------- | ------- | -------- | -------- | ----- | ------- | ------ |
| Leonie Beu | bieg na 100 m (k) | 11.63   | 5. Q    | 11.73   | 58.     | NQ       | NQ       | NQ    | NQ      | [ 2 ]  |

### Pływanie
| Zawodnik           | Konkurencja            | Eliminacje | Eliminacje | Półfinał | Półfinał | Finał | Finał | Źródło |
| Zawodnik           | Konkurencja            | Czas       | Poz.       | Czas     | Poz.     | Czas  | Poz.  | Źródło |
| ------------------ | ---------------------- | ---------- | ---------- | -------- | -------- | ----- | ----- | ------ |
| Josh Tarere        | 100 m st. dowolnym (m) | 53.85      | 72.        | NQ       | NQ       | NQ    | NQ    | [ 3 ]  |
| Georgia-Leigh Vele | 50 m st. dowolnym (k)  | 27.61      | 44.        | NQ       | NQ       | NQ    | NQ    | [ 4 ]  |

### Podnoszenie ciężarów
| Zawodnik   | Konkurencja | Rwanie | Rwanie  | Podrzut | Podrzut | Razem  | Pozycja | Źródło |
| Zawodnik   | Konkurencja | Wynik  | Pozycja | Wynik   | Pozycja | Razem  | Pozycja | Źródło |
| ---------- | ----------- | ------ | ------- | ------- | ------- | ------ | ------- | ------ |
| Morea Baru | -61 kg (m)  | 118 kg | 7.      | 161 kg  | 5.      | 279 kg | 5.      | [ 5 ]  |

### Taekwondo
| Zawodnik      | Konkurencja | 1/16 finału          | 1/8 finału       | Ćwierćfinał      | Półfinał         | Repesaż          | Finał / 3.miejsce | Finał / 3.miejsce | Źródło |
| Zawodnik      | Konkurencja | Przeciwnik Wynik     | Przeciwnik Wynik | Przeciwnik Wynik | Przeciwnik Wynik | Przeciwnik Wynik | Przeciwnik Wynik  | Pozycja           | Źródło |
| ------------- | ----------- | -------------------- | ---------------- | ---------------- | ---------------- | ---------------- | ----------------- | ----------------- | ------ |
| Kevin Kassman | -68 kg (m)  | BYE                  | Sinden P 0-2     | NQ               | NQ               | NQ               | NQ                | NQ                | [ 6 ]  |
| Gibson Mara   | +80 kg (m)  | Mehdipournejad P 1-2 | NQ               | NQ               | NQ               | NQ               | NQ                | NQ                | [ 7 ]  |